# 小松宫
小松宮，是明治時代初期由伏見宮邦家親王第八子彰仁親王創設的宮家。彰仁親王去世後，由北白川宮能久親王王子小松輝久臣籍降下，以小松侯爵家名義繼承及祭祀宮家。

## 小松宮彰仁親王
彰仁親王在弘化三年（1846年）出生，為伏見宮邦家親王第八子。1848年（弘化五年）繼承仁和寺御室，成為仁孝天皇養子。不久出家，稱楞嚴定院御室・純仁，叙一品。1864年（元治元年）勅會接受阿闍梨佛法灌頂和擔任仁和寺門跡30世。1867年（慶應二年）受勅命還俗。明治十六年（1883年）為復興仁和寺而創立仁和會並就任創會總裁。之後也曾當過日本紅十字會、大日本水產會、大日本武德輝、高野山興隆會的總裁。
在明治維新时期，任命为議定和軍事總裁。1870年（明治3年），改宮号为東伏見宮。1874年（明治七年），在佐賀之乱中作为征討総督。1877年（明治10年），在西南战争中作为旅团长出征，平息战乱。1881年（明治十四年），為表彰其在明治维新中的功劳，改为世襲親王家。次年（1882年、明治十五年），改宫号为小松宮，取自仁和寺寺域的旧名小松郷。明治三十六年二月去世，受國葬。明治四十五年三月在上野恩賜公園內建立他的銅像。
彰仁親王妃是筑後久留米藩主有馬賴咸長女賴子。賴子曾創立婦人會，在日俄戰爭期間活躍於篤志婦人會。
彰仁親王並無子女，以其弟定麿王為養嗣子，定麿王改名依仁親王；明治三十六年（1903年），依仁親王創設新的東伏見宮。

## 小松輝久（北白川宮輝久王）
小松輝久（1888年8月12日—1970年11月5日）是北白川宮能久親王第四子，為皇族時稱（北白川宮）輝久王，於明治二十一年生。
他的爵位是侯爵，正三位位階，勲位為勲一等侯爵、貴族院議員。在21歲進入海軍兵學校當海軍少尉候補生時臣籍降下，創設小松侯爵家。
彰仁親王生前以希望依仁親王給北白川宮輝久王繼承小松宮；因此後來輝久王臣籍降下，創設小松侯爵家，繼承小松宮家的資產及祭祀。
輝久侯爵有彰久、豐久、舒子三子女，舒子是木戶侯爵家長子日銀・日本勸業角丸証券常務木戶孝澄的妻子。長子小松彰久有一子小松揮世久（現當主）及三女。